# Jerusu
Jerusu ist ein Ort auf der indonesischen Insel Romang.

## Geographie
Jerusu liegt an der Ostküste der Insel. Wie die gesamte Insel gehört Jerusu zum Kecamatan (Subdistrikt) Pulau-Pulau Terselatan, Kabupaten (Regierungsbezirk) Südwestmolukken (Maluku Barat Daya), Provinz Maluku.

## Einwohner
Das Desa hat 2.138 Einwohner (2010). Um Jerusu herum wird die malayo-polynesischen Sprache Romang gesprochen. 1991 gab es insgesamt 1.700 Sprecher dieser Sprache.